# Jamais deux sans trois (série télévisée)
Jamais deux sans trois (Babes) est une série télévisée de sitcom américaine en vingt-deux épisodes de 22 minutes créée par Tracey Jackson et Gail Parent, diffusée entre le 13 septembre 1990 et le 19 mai 1991 sur le réseau Fox.
En France elle diffusée pour la première fois le 8 septembre 1991 sur M6. Elle reste inédite dans les autres pays francophones.

## Fiche technique
Sauf indication contraire, les informations mentionnées dans cette section peuvent être confirmées par la base de données cinématographiques IMDb,  présente dans la section « Liens externes ».
- Titre original : Babes
- Réalisation : Michael Lessac, Howard Murray, Don Corvan, Art Dielhenn et Rob Schiller
- Scénario : Tracey Jackson, Gail Parent, Rick Copp, David A. Goodman, Cindy Begel, Lesa Kite, Dava Savel, Jordan Moffet, David Silverman, Jeff Stein et Stephen Sustarsic
- Photographie : Richard Brown
- Musique : Jay Gruska et Steven Orich
- Casting : Teri Tunder
- Montage : Jesse Hoke
- Décors : Tom Talbert
- Costumes : Bambi Breakstone
- Production : Cindy Begel, Lesa Kite, Patricia Rickey et Marsha Posner Williams
  - Producteur délégué : Candace Farrell, Sandy Gallin, Jordan Moffet et Brian Levant
  - Producteur associé : Geralyn Maddern et Alan Padula
  - Coproducteur : Michael Lessac et Tracey Jackson
- Sociétés de production : Sandollar Productions et 20th Television
- Société de distribution : Fox
- Chaîne d'origine : Fox
- Pays d'origine :  États-Unis
- Langue originale : anglais
- Genre : Sitcom
- Durée : 22 minutes

## Distribution

### Acteurs principaux
- Wendie Jo Sperber : Charlene Gilbert
- Lesley Boone (en) : Marlene Gilbert
- Susan Peretz (en) : Darlene Gilbert
- Rick Overton : Ronnie Underwood

### Acteurs récurrents et invités
- Nedra Volz : Mme Florence Newman
- Shea Fowler
- Miko Hughes : Billy
- Donna Ponterotto : Allison
- Basil Hoffman : Bob le voisin
- Erica Yohn : Joan
- Hank Azaria : Tony
- Armin Shimerman
- Cesar Romero
- Candice Azzara : Dr Ramirez
- Jeff Corey : Wranglin' Rick
- Jack Blessing : Crellin
- John Cygan
- Mark DeCarlo : Tony
- Gretchen Wyler : Mme McNair
- Dena Dietrich : la mère de Ronnie
- Kevin West : Juju
- Dan Gilvezan : l'avocat de la défence
- S.A. Griffin : Maximillion
- Dolly Parton : elle-même
- Leslie Jordan : Clem
- Siobhan Fallon Hogan : Caryn
- William Windom : Darryl Kloner
- Lee Arenberg : Chill
- Ernie Sabella : Mo
- Christopher Rich
- Len Lesser : Eberhardt
- Barbara Barrie : maman
- Jack Riley : Jack
- Denny Dillon : Sheila Marie
- Elmarie Wendel : sœur Katherine
- Lucy Lee Flippin : Becky
- Susan Kellerman : Sloane
- Philip Proctor : Pierre
- Peter Marc Jacobson : Ed
- Wolfgang Puck : lui-même

## Épisodes
1. Pilot
2. Bend Me, Shape Me
3. Everything But Love
4. The One Where Charlene Meets Ronnie's Mother
5. Temper, Temper
6. No Regrets
7. Dream Vacation
8. Marlene's Problem
9. The Thanksgiving Show
10. Ribs
11. Rent Strike
12. Most Likely to Succeed
13. All Bummed Out
14. Babes, Lies & Videotape
15. Hello, Dolly
16. Babes in Boyland
17. Mom
18. The Last Temptation of Marlene
19. The House of Gilbert
20. Not Married… with Children
21. 11 Angry Men and Charlene
22. Three's a Crowd